# Fartein Valen
Fartein Valen, född 25 augusti 1887 i Stavanger, död 14 december 1952 i Haugesund, var en norsk kompositör och pedagog.

## Biografi
Valen kunde som statsstipendiat från 1936 helt ägna sig åt sitt komponerande. Han hade redan omkring 1900 slagit in på den polyfona, atonala linje som han senare konsekvent följde och var, vid sidan av Arnold Schönberg, en av flera tonsättare som började med tolvtonsteknik. Pianotrio op.5 (1924) brukar räknas som ett föregångsverk inom tolvtonsmusiken.
Bland Valens större verk märks fem symfonier (1939-51). Ett Fartein Valen-sällskap stiftades 1949 i Oslo.

## Verkförteckning (urval)
Orkesterverk:
- Paste di Michelangelo,  op.17:1  (1932)
- Cantico di ringraziamento,  op.17:2  (1932-33)
- Nenia,  op.18:1  (1932)
- An die Hoffnung,  op.18:2  (1933)
- Epithalamion,  op.19  (1933)
- Le cimetière de marin,  Kyrkogården vid havet,  op.20  (1933-34)
- La isla de las calmas,  op.21  (1934)
- Symfoni nr 1,  op.30  (1937-39)
- Ode till ensamheten,  op.35  (1939)
- Violinkonsert,  op.37  (1940)
- Symfoni nr 2,  op.40  (1941-44)
- Symfoni nr 3,  op.41  (1944-46)
- Symfoni nr 4,  op.43  (1947-49)
- Pianokonsert,  op.44  (1949-51)
- Symfoni nr 5  (1951, ofullbordad)

Kammarmusikverk:
- Violinsonat,  op.3  (1916)
- Pianotrio,  op.5  (1917-24)
- Stråkkvartett nr 1,  op.10  (1928-29)
- Stråkkvartett nr 2,  op.13  (1930-31)
- Serenad för blåskvintett,  op.42  (1946-47)

Pianoverk:
- Legende op.1 (1907)
- Pianosonat nr 1:2  (1912)
- 4 pianostycken,  op.22  (1934-35)
- Variationer,  op.23,  (1935-36)
- Gavott och musett,  op.24  (1936)
- Preludium och fuga,  op.28  (1937)
- 2 preludier,  op.29  (1937)
- Intermezzo,  op.36  (1939-40)
- Pianosonat nr 2,  op.38  (1940-41)

Orgelverk:
- Preludium och fuga,  op.33  (1939)
- Pastorale,  op.34  (1939)

Körverk:
- Hvad est du dog skiøn,  op.12  (1930)
- 2 motetter för damkör,  op.14  (1931)
- 2 motetter för manskör,  op.15  (1931)
- 2 motetter för blandad kör,  op.16  (1931-32)
- Kom regn fra det høje. Motett för damkör,  op.25  (1936)
- O store konge, Davids sønn.  Motett för manskör,  op.26  (1936-37)
- Vaagn op, min sjael.  Motett för blandad kör,  op.27  (1937)

Sånger: 
- Ave Maria,  op.4  (1917-21)
- 3 dikter av von Goethe,  op.6  (1925-27)
- Mignon,  2 dikter av von Goethe,  op.7  (1920-27)
- 2 kinesiska dikter,  op.8  (1925-27)
- Darest thou now o soul,  op.9  (1920-28)
- 2 sånger,  op.31  (1939)
- La noche oscura del alma,  op.32  (1939)
- 2 sånger,  op.39  (1941)